# Nicolás Nieri Valle
Nicolás Ricardo Nieri Valle (Pisco, 6 de diciembre de 1938-Pisco, 23 de marzo de 2017) fue un futbolista peruano que se desempeñaba como mediocampista. Un todo pulmón que recorría toda la cancha, gran recuperador de balones.
Fue padre de Nicolás Nieri Bazán.

## Trayectoria
Sus inicios fueron en el Octavio Espinosa y en Sport Victoria, ambos de su natal Ica. 
En 1958 participó en el Sudamericano Sub-20 realizado en Chile.
Llegó a Sporting Cristal en 1958 saliendo campeón en el año 1961, ese año alternó la capitanía con Alberto del Solar y Roberto Elías. Recibió el trofeo de campeón nacional luego de ganar el partido de definición al Alianza Lima, triunfo 2-0 un 6 de enero de 1962. Siguió como capitán en la Copa Libertadores 1962, la primera participación en esta justa internacional del cuadro rimense.
Luego de jugar dos temporadas en Sport Boys, regresó al cuadro bajopontino en 1965 y el año 1968 obtendría su segundo título.
También jugó en el Defensor Lima y se retiró como jugador-entrenador en Atlético Barrio Frigorífico de la primera división del Perú.
Tras su retiro trabajó en las divisiones menores del Sporting Cristal en 1975. Se graduó como profesor de Educación Física en la Universidad de San Marcos.

## Selección peruana
Fue parte del plantel que participó en el Campeonato Sudamericano Sub-20 de 1958.
Participó en el Sudamericano de 1959 en Argentina y en los Juegos Olímpicos de 1960.

## Clubes
| Club                        | País | Año       |
| --------------------------- | ---- | --------- |
| Octavio Espinosa            | Perú | 1956      |
| Sport Victoria              | Perú | 1957      |
| Sporting Cristal            | Perú | 1958-1962 |
| Sport Boys                  | Perú | 1963-1964 |
| Sporting Cristal            | Perú | 1965-1969 |
| Defensor Lima               | Perú | 1970-1973 |
| Atlético Barrio Frigorífico | Perú | 1974      |

## Participaciones en la selección
| Torneo                       | Sede      | Resultado     |
| ---------------------------- | --------- | ------------- |
| Campeonato Sudamericano 1959 | Argentina | Cuarto        |
| Juegos Olímpicos de 1960     | Roma      | Primera ronda |

## Palmarés

### Campeonatos nacionales
| Título                    | Club             | País | Año  |
| ------------------------- | ---------------- | ---- | ---- |
| Primera división del Perú | Sporting Cristal | Perú | 1961 |
| Primera división del Perú | Sporting Cristal | Perú | 1968 |
| Primera división del Perú | Defensor Lima    | Perú | 1973 |